# ATP de Brisbane de 2013
O ATP de Brisbane de 2013 foi um torneio de tênis masculini disputado em quadras duras na cidade de Brisbane, Austrália. Esta foi a 5ª edição do evento, realizada no Queensland Tennis Centre em Tennyson. O evento faz parte da Australian Open Series, série de torneios realizados em preparação para o primeiro Grand Slam do ano, o Aberto da Austrália.

## Pontuação e premiação

### Dristribuição de pontos
| Evento  | V   | F   | SF | QF | Segunda rodada | Primeira rodada | Q  | Q3 | Q2 | Q1 |
| Simples | 250 | 150 | 90 | 45 | 20             | 0               | 12 | 6  | 0  | 0  |
| Duplas  | 250 | 150 | 90 | 45 | 0              | —               | —  | —  | —  | —  |

### Premiação
| Evento  | V       | F       | SF      | QF      | Segunda rodada | Primeira rodada | Q3   | Q2   | Q1 |
| Simples | $78,800 | $41,540 | $22,500 | $12,810 | $7,550         | $4,470          | $720 | $345 | —  |
| Duplas* | $23,950 | $12,590 | $6,820  | $3,900  | $2,290         | —               | —    | —    | —  |

* por dupla

## Chave de simples

### Cabeças de chave
| País | Jogador             | Rank1 | Cabeça |
| ---- | ------------------- | ----- | ------ |
| GBR  | Andy Murray         | 3     | 1      |
| CAN  | Milos Raonic        | 13    | 2      |
| FRA  | Gilles Simon        | 16    | 3      |
| UKR  | Alexandr Dolgopolov | 18    | 4      |
| JPN  | Kei Nishikori       | 19    | 5      |
| GER  | Florian Mayer       | 28    | 6      |
| AUT  | Jürgen Melzer       | 29    | 7      |
| SVK  | Martin Kližan       | 30    | 8      |

- 1 Rankings como em 24 de dezembro de 2012

### Outros participantes
Os seguintes jogadores receberam convites para a chave de simples:
- Matthew Ebden
- Lleyton Hewitt
- Ben Mitchell

Os seguintes jogadores entraram na chave de simples através do qualificatório:
- Ryan Harrison
- Denis Kudla
- Jesse Levine
- John Millman

O seguinte jogador entrou na chave principal como lucky loser:
- Igor Kunitsyn

### Desistências
Antes do torneio
- Paul-Henri Mathieu (motivos pessoais)
- Radek Štěpánek (infecção ocular)

Durante o torneio
- Jarkko Nieminen (enxaqueca)
- Kei Nishikori (lesão no joelho esquerdo)

## Chave de duplas

### Cabeças de chave
| País | Jogador              | País | Jogador       | Rank1 | Cabeça |
| ---- | -------------------- | ---- | ------------- | ----- | ------ |
| USA  | Eric Butorac         | AUS  | Paul Hanley   | 77    | 1      |
| GBR  | Colin Fleming        | GBR  | Jamie Murray  | 102   | 2      |
| COL  | Juan Sebastián Cabal | COL  | Robert Farah  | 110   | 3      |
| RUS  | Mikhail Elgin        | UZB  | Denis Istomin | 116   | 4      |

- 1 Rankings como em 24 de dezembro de 2012

### Outros participantes
As seguintes parcerias receberam convites para a chave de duplas:
- Chris Guccione /  Lleyton Hewitt
- Matthew Ebden /  Marinko Matosevic

A seguinte parceria entrou como alternates:
- John Peers /  John-Patrick Smith

### Desistências
Antes do torneio
- Radek Štěpánek (infecção ocular)

Durante o torneio
- Kei Nishikori (lesão no joelho esquerdo)

## Campeões

### Simples
- Andy Murray venceu  Grigor Dimitrov 7–6, 6–4

### Duplas
- Marcelo Melo /  Tommy Robredo venceram  Eric Butorac /  Paul Hanley, 4–6, 6–1, [10–5]